# Аннака (княжество)
Княжество Аннака (яп. 安中藩 Аннака-хан) — феодальное княжество (хан) в Японии периода Эдо (1615—1871), в провинции Кодзукэ региона Тосандо на острове Хонсю (современная префектура Гумма).

## История княжества
Административный центр княжества: замок Аннака (современный город Аннака, префектура Гумма).
Доход хана:
- 1615-1645 годы — 30 000 коку риса
- 1648-1667 годы — 20 000 коку
- 1667-1681 годы — 20-40 000 коку риса
- 1681-1702 годы — 15 000 коку
- 1702-1749 годы — 20 000 коку
- 1749-1871 годы — 20-30 000 коку риса

Княжество Аннака было создано в 1615 году. Его первым правителем стал Ии Наокацу (1590—1662), который был переведён из Хиконэ-хана в провинции Кодзукэ. В 1632 году Ии Наокацу уступил власть в домене своему старшему сыну Ии Наоёси (1618—1672). В 1645 году Ии Наоёси был переведён в Нисио-хан (провинция Микава).
В 1648 году из Синсиро-хана (провинция Микава) в Аннака-хан был переведён Мидзуно Мотоцуна (1601—1665). В 1664 году он передал власть своему второму сыну Мидзуно Мототомо (1644—1680), который в 1667 году был отстранен от власти из-за состояния здоровья.
В 1667-1681 годах княжеством владел Хотта Масатоси (1634—1684), который в 1681 году был переведён в Кога-хан (провинция Симоса). В том же году в Аннака-хан был переведён Итакура Сигэката (1620—1684). В 1686 году вторым правителем княжества был назначен Итакура Сигэацу (1679—1717), приёмный сын Итакуры Сигэкаты. В 1702 году он был переведён в Идзуми-хан (провинция Муцу).
В 1702 году Аннака-хан получил во владение Найто Масамори (1683—1738), ранее правивший в Идзуми-хане. В 1733 году он передал власть в домене своему сыну Масасато (1713—1746). В 1746 году Масасато наследовал второй сын Найто Масамицу (1741—1802), который в 1749 году был переведён в Коромо-хан (провинция Микава).
В 1749-1871 годах княжеством вторично владел род Итакура. В 1749 году в домен был переведён Итакура Кацукиё (1706—1780), ранее правивший в Сагара-хане (провинция Тотоми). Его потомки владели княжеством вплоть до 1871 года.
В 1871 году Аннака-хан был ликвидирован. Княжество было переименовано в префектуру Аннака, которая затем была включена в состав префектуры Гумма.

## Правители княжества
- Род Ии, 1615—1645 (фудай-даймё)

| № | Имя        | Имя       | Годы правления | Годы жизни  | Примечания                        |
| - | ---------- | --------- | -------------- | ----------- | --------------------------------- |
| 1 | Ии Наокацу | 井伊 直勝 | 1615 — 1632    | 1590 — 1662 | Старший сын Ии Наомасы            |
| 2 | Ии Наоёси  | 井伊直好  | 1632 — 1645    | 1618 — 1672 | Старший сын и преемник Ии Наокацу |

- Род Мидзуно, 1648—1667 (фудай-даймё)

| № | Имя              | Имя      | Годы правления | Годы жизни  | Примечания                             |
| - | ---------------- | -------- | -------------- | ----------- | -------------------------------------- |
| 1 | Мидзуно Мотоцуна | 水野元綱 | 1648 — 1664    | 1601 — 1665 | Внук Мидзуно Тадатики (1537—1579)      |
| 2 | Мидзуно Мототомо | 水野元知 | 1632 — 1645    | 1618 — 1672 | Второй сын и преемник Мидзуно Мотоцуны |

- Род Хотта, 1667—1681 (фудай-даймё)

| № | Имя            | Имя       | Годы правления | Годы жизни  | Примечания                |
| - | -------------- | --------- | -------------- | ----------- | ------------------------- |
| 1 | Хотта Масатоси | 堀田 正俊 | 1667 — 1681    | 1634 — 1684 | Третий сын Хотты Масамори |

- Род Итакура, 1681—1702 (фудай-даймё)

| № | Имя              | Имя      | Годы правления | Годы жизни  | Примечания                           |
| - | ---------------- | -------- | -------------- | ----------- | ------------------------------------ |
| 1 | Итакура Сигэката | 水野元綱 | 1681 — 1684    | 1620 — 1684 | Второй сын Итакуры Сигэмунэ          |
| 2 | Итакура Сигэацу  | 水野元知 | 1686 — 1702    | 1679 — 1717 | Приёмный сын и внук Итакуры Сигэкаты |

- Род Найто, 1702—1749 (фудай-даймё)

| № | Имя            | Имя      | Годы правления | Годы жизни  | Примечания                |
| - | -------------- | -------- | -------------- | ----------- | ------------------------- |
| 1 | Найто Масамори | 内藤政森 | 1702 — 1733    | 1683 — 1738 | Третий сын Найто Масатики |
| 2 | Найто Масасато | 内藤政里 | 1733 — 1746    | 1713 — 1746 | Второй сын Найто Масамори |
| 3 | Найто Масамицу | 内藤政苗 | 1746 — 1749    | 1741 — 1802 | Второй сын Найто Масасато |

- Род Итакура, 1749—1871 (фудай-даймё)

| № | Имя               | Имя      | Годы правления | Годы жизни  | Примечания                                       |
| - | ----------------- | -------- | -------------- | ----------- | ------------------------------------------------ |
| 1 | Итакура Кацукиё   | 奥平昌成 | 1749 — 1780    | 1706 — 1780 | Старший сын и преемник Итакуры Сигэацу           |
| 2 | Итакура Кацутоси  | 板倉勝暁 | 1780 — 1792    | 1727 — 1792 | Старший сын Итакуры Кацукиё                      |
| 3 | Итакура Кацуоки   | 板倉勝意 | 1792 — 1805    | 1756 — 1805 | Шестой сын Итакуры Кацукиё                       |
| 4 | Итакура Кацунао   | 板倉勝尚 | 1805 — 1820    | 1785 — 1820 | Сын Итакуры Кацумасы, усыновлён Итакурой Кацуоки |
| 5 | Итакура Кацуакира | 板倉勝明 | 1820 — 1857    | 1809 — 1857 | Старший сын и преемник Итакуры Кацунао           |
| 6 | Итакура Кацумаса  | 板倉勝殷 | 1857 — 1871    | 1820 — 1873 | Третий сын Итакуры Кацунао                       |